# Kabinett Davis
Jefferson Davis war der erste und einzige Präsident der Konföderierten Staaten. Er wurde am 9. Februar 1861 vom Provisorischen Konföderiertenkongress zum provisorischen Präsidenten gewählt. Seine Bestätigung durch das Volk der Konföderierten Staaten von Amerika erfolgte mit der Wahl 1861.
Die Ministerien waren denen der Vereinigten Staaten sehr ähnlich.
In den Konföderierten Staaten von Amerika gab es formal keine Parteien, jedoch ordneten sich die Abgeordneten Pro-Regierungs- und Anti-Regierungsfraktionen zu. Das Kabinett stützte sich natürlich vor allem auf die Pro-Regierungsfraktion, welche jedoch bei Wahlen stetig verlor.
Im Kabinett selbst waren bis auf Tennessee und Arkansas alle Bundesstaaten der Konföderation vertreten. Viele der Minister wurden ausgetauscht, nur im Marine und Postministerium gab es keine Änderung. Insgesamt amtierten im Kabinett 16 Männer, die jeweils verschiedene Posten innehatten.
Das Kabinett beschloss in seinem einzigen und letzten Treffen nach dem Fall von Richmond in Fort Mill die Auflösung der Konföderierten Staaten und die Kapitulation.

## Das Kabinett
| Ressort / Amt  | Amtsinhaber                     | Partei | Partei       | Zeitraum  | Bild |
| -------------- | ------------------------------- | ------ | ------------ | --------- | ---- |
| Präsident      | Jefferson Davis                 |        | Demokrat (D) | 1861–1865 |      |
| Vizepräsident  | Alexander Hamilton Stephens     |        | D            | 1861–1865 |      |
|                |                                 |        |              |           |      |
| Außenminister  | Robert Augustus Toombs          |        | D            | 1861      |      |
| Außenminister  | Robert Mercer Taliaferro Hunter |        | D            | 1861–1862 |      |
| Außenminister  | Judah Philip Benjamin           |        | D            | 1862–1865 |      |
| Finanzminister | Christopher Gustavus Memminger  |        | D            | 1861–1864 |      |
| Finanzminister | George Alfred Trenholm          |        | D            | 1864–1865 |      |
| Kriegsminister | Leroy Pope Walker               |        | D            | 1861      |      |
| Kriegsminister | Judah Philip Benjamin           |        | D            | 1861–1862 |      |
| Kriegsminister | George Wythe Randolph           |        | D            | 1862      |      |
| Kriegsminister | James Alexander Seddon          |        | D            | 1862–1865 |      |
| Kriegsminister | John C. Breckinridge            |        | D            | 1865      |      |
| Marineminister | Stephen Russell Mallory         |        | D            | 1861–1865 |      |
| Justizminister | Judah Philip Benjamin           |        | D            | 1861      |      |
| Justizminister | Thomas Bragg                    |        | D            | 1861–1862 |      |
| Justizminister | Thomas Hill Watts               |        | D            | 1862–1863 |      |
| Justizminister | George Davis                    |        | D            | 1864–1865 |      |
| Postminister   | John Henninger Reagan           |        | D            | 1861–1865 |      |